# Umělohmotný třípokoj
Umělohmotný třípokoj je novela české spisovatelky Petry Hůlové. Kniha byla vydána roku 2006 v nakladatelství Torst a o rok později získala Cenu Jiřího Ortena. Jedná se o autorčinu čtvrtou knihu.
Novela byla zdramatizována v režii Viktorie Čermákové pod názvem Česká pornografie. Hraje se v kulturním prostoru La Fabrika v Holešovicích.
Název knihy je odvozen od místa, kde hlavní hrdinka vykonává svou práci – v bytě o třech pokojích, kde je všechno z umělé hmoty.

## Děj
Zpověď prostitutky je bez pevné dějové struktury, negraduje a chybí v ní zápletka. Jedná se převážně o vyprávění o klientech, které se pomocí různých asociací přesouvá k dalším tématům. K původním myšlenkám se autorka už nevrací, a zůstávají tak otevřeny.
Hlavní hrdinka zprostředkovává svůj život skrze vlastní fiktivní televizní seriál, což se odráží i v názvech kapitol.
Celou knihu propojují ústřední motivy – a to motiv sexu (spojený s její prací a jejími zákazníky) a motiv kabelky (tuto kabelku nosí ženy v menopauzálním věku; kabelka je velká, aby se do ní vešly čisté blůzy, protože tyto ženy si je musí často měnit z důvodu nadměrného pocení).
Kniha je členěna do 14 kapitol, které se jmenují:
- Televizní díl první: Ženy s kabelami
- Kukačka
- Firemní oběd
- Televizní díl druhý: Tloušťka starých dam
- V archivu
- Televizní díl třetí: Kalorie
- Televizní díl čtvrtý: Vesnické cyklistky
- V kabinetu biologie
- Televizní díl pátý: Kdo zpackal digisvět?
- Televizní díl šestý, který diváci neuvidí
- Děvčátko a televizní díl sedmý: o ženském trápíčkování
- Ve skupině
- Televizní díl osmý: čtení myšlenek a televizní díl devátý: černošky, thajko-korejky a kdovíco
- V soláriu?

## Hlavní postava
Hlavní hrdinkou je žena, která není blíže specifikována – není jasný její věk, jméno ani bydliště. Jediné, co je v knize zmíněno, je její povolání – prostitutka, kterou provozuje ve svém bytě (v takzvaném umělohmotném třípokoji) a její oblíbená činnost – nakupování.
Na své povolání si nestěžuje – nevadí jí. V knize není uvedeno nic o její minulosti, rodině ani přátelích. Postava se nevyvíjí (stejně jako děj), nicméně je velmi přemýšlivá a s vytříbeným slovníkem.
Její všímavost je vidět při popisech jejích klientů, jimž je věnována velká část knihy. Kromě nich si představuje i jejich životy a partnerky. Často partnerky těchto mužů kritizuje, protože předpokládá, že se o sebe nestarají.
Žena odsuzuje sexuální zneužívání dětí a dětskou prostituci. Bojuje proti tomu tím, že o sebe pečuje a snaží se působit mladistvě, aby přitahovala i muže, kteří touží po dětech.
K moderní době zaujímá negativní postoj. Odsuzuje její automatizaci a odosobněnost.

## Jazyk
V knize je užita převážně obecná čeština. Často dochází ke kontrastnímu užití jazykových rovin – explicitní výrazy vedle vznešených (kurví klienti, člověčenské kurvy, rozohnit se).
Autorka užívá velmi specifické jazykové složeniny a novotvary např.: digisvět (moderní svět zaměřený na digitální technologie), digivěci, strýčkopapínek (muž, který požaduje sexuální styk s nezletilou dívkou) a další.
Dále využívá obrazná pojmenování různých slov – především pohlavních orgánů (např.: rašple – mužský pohlavní orgán, zandavák – ženský pohlavní orgán). Tato slova jsou použita v opačném gramatickém rodě: rašple (gramatický rod ženský, označuje mužský pohlavní orgán), zandavák (gramatický rod mužský, označuje ženský pohlavní orgán).
V díle se nachází autorčina vymyšlená slova (mrdna, člověčenské atd.), ale také zdrobněliny (lampička, prádýlko, témátko, trablíky) a vulgarismy.